# Jean-Baptiste Migeon
Pour les articles homonymes, voir Migeon.
Jean-Baptiste Migeon (15 octobre 1768 à Braux - 28 décembre 1845 à Paris), est un industriel et homme politique français.

## Biographie
Maître de forges et maire de Mézières, il fut élu député du grand collège du Haut-Rhin, le 24 novembre 1827, par 103 voix (140 votants 150 inscrits). Il prit place dans les rangs de l'opposition constitutionnelle, et vota l'Adresse des 221 contre le ministère de Polignac. Réélu, le 23 juin 1830, dans l'arrondissement électoral de Belfort, par 80 voix (130 votants, 137 inscrits), contre 17 voix à Haas, député sortant, il contribua à l'établissement de la monarchie de juillet, et quitta la vie politique aux élections de 1831.
Il est le père de Jules Migeon, le beau-père de Juvenal Viellard et oncle de Françoise Schervier.
Il est inhumé au cimetière de Montmartre, dans une chapelle de la 31e division, visible à gauche, partie haute, quand on arrive au rond-point du cimetière. Il repose avec son épouse Victoire Dominé, son fils Jules Migeon et Paul Viellard (1873-1946) petit-fils de Juvenal Viellard.